# Фалћепинг
Фалћепинг (швед. Falköping) град је у Шведској, у југозападном делу државе. Град је у оквиру Вестра Јеталанд округа и једно од значајнијих средишта округа. Фалћепинг је истовремено и седиште истоимене општине.

## Природни услови
Град Фалћепинг се налази у југозападном делу Шведске и Скандинавског полуострва. Од главног града државе, Стокхолма, град је удаљен 390 км западно. Од првог већег града, Гетеборга, град се налази 120 км источно.
Фалћепинг се развио на раскршћу путева између Балтика и Северног мора. Средиште је области Фалбигден. Градско подручје је бреговито, са надморском висином од 210-250 м.

## Историја
Подручје Фалћепинга било је насељено још у време праисторије. Насеље се образовало у средњем веку око цркве посвећене Светом Олафу из 12. века, која је у то време била средиште ходочашћа. Први помен насеља под данашњим називом везан је за другу половину 15. века.
Насеље се следећих векова развило у обласно трговиште. У другој половини 19. века кроз град пролази важна железница, што је донело благостање месном становништву. Ово благостање траје и дан-данас.

## Становништво
Фалћепинг је данас град средње величине за шведске услове. Град има око 16.000 становника (податак из 2010. г.), а градско подручје, тј. истоимена општина има око 32.000 становника (податак из 2012. г.). Последњих деценија број становника у граду стагнира.
До средине 20. века Фалћепинг су насељавали искључиво етнички Швеђани. Међутим, са јачањем усељавања у Шведску, становништво града је постало шароликије, али мање него у случају већих градова у држави.

## Привреда
Данас је Фалћепинг савремени град са развијеном индустријом (посебно производња сира). Последње две деценије посебно се развијају трговина, услуге и туризам.

## Збирка слика
- Сторгатан, пешачка улица
- Главни трг Фалћепинга
- Главна градска црква, Црква Светог Олафа
- Градски музеј